# Jacques Monod (biolog)
Jacques Monod, född 9 februari 1910 i Paris, död 31 maj 1976 i Cannes, var en fransk genetiker och nobelpristagare. 

## Biografi
Monod var verksam vid Pasteurinstitutet i Paris och från 1971 dess chef.
År 1965 erhöll han Nobelpriset i fysiologi eller medicin, tillsammans med sina medarbetare François Jacob och André Lwoff, för undersökningar över hur arvsanlagen reglerar cellens ämnesomsättning genom att via budbärar-RNA styra enzym-syntesen.
Monod invaldes 1973 som utländsk ledamot av Kungliga Vetenskapsakademien.